# Way Out West (film, 1930)
Pour les articles homonymes, voir Way Out West.
Way Out West est un film américain pré-Code réalisé par Fred Niblo et sorti en 1930. 
C'est le troisième film parlant de William Haines, et c'est le seul dans lequel son homosexualité est clairement affichée.

## Synopsis
Windy, un bonimenteur de foire, escroque un groupe de cow-boys, mais se fait ensuite voler lui-même. Lorsque les cow-boys découvrent qu'ils ont été escroqués, ils décident tout d'abord de le pendre, puis de le forcer à travailler pour rembourser sa dette. Il tombe amoureux de Molly, la propriétaire du ranch, et lorsqu'il lui sauve la vie après qu'elle a été mordue par un serpent à sonnette, il gagne son cœur,.

## Fiche technique
- Réalisation : Fred Niblo
- Scénario : Joseph Farnham, Byron Morgan, Ralph Spence
- Photographie : Henry Sharp
- Montage : Jerome Thoms, William S. Gray
- Musique : Joseph Meyer
- Genre : Western, Comédie dramatique[4]
- Production : Metro-Goldwyn-Mayer
- Durée : 71 minutes
- Date de sortie : 2 août 1930

## Distribution
- William Haines : Windy
- Leila Hyams : Molly Rankin
- Polly Moran : Pansy
- Cliff Edwards : Trilby
- Ralph Bushman : Steve
- Vera Marshe : La Belle Rosa
- Charles Middleton : Buck Rankin
- Jack Pennick : Pete
- Buddy Roosevelt : Tex
- Jay Wilsey : Hank

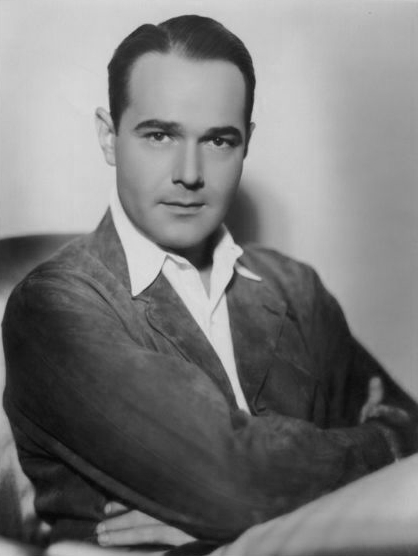
William Haines dans les années 1920.

- Catherine Moylan : Carnival Show Girl